# Michael Brandner
Michael Brandner (Augsburg, 1951. november 22. –) német színész.
1988 óta több mint száz filmben szerepelt. Társalapítója és első elnöke volt a müncheni és kölni székhelyű Deutsche Akademie für Fernsehen szervezetnek.

## Válogatott filmográfia

### Film
| Év   | Cím                                  | Szerep                      |
| ---- | ------------------------------------ | --------------------------- |
| 1988 | Ein Treffen mit Rimbaud              |                             |
| 1992 | North Curve                          | Hartmut Halbroth            |
| 1995 | Club Las Piranjas                    | Karl-Heinz Schadletzki      |
| 1998 | Die Healthy                          | Michael Töggel              |
| 1998 | The Sleeper                          | Hansen                      |
| 1999 | Haláli balhé                         | Flughafensicherheitsbeamter |
| 1999 | ’Ne günstige Gelegenheit             | Gerd Steinbach              |
| 2001 | Vénusz és Mars                       | Ernst                       |
| 2001 | Leo & Claire                         | Fritz Haeberlein            |
| 2002 | If It Don't Fit, Use a Bigger Hammer | Ernst Wiesenkamp            |
| 2004 | Csajok a csúcson 2.                  | Karl Heinz                  |
| 2004 | A bukás – Hitler utolsó napjai       | Hans Fritzsche              |
| 2004 | Sergeant Pepper                      | Bernd Bauer                 |
| 2004 | A gyűrű átka                         | Mime                        |
| 2007 | Katonai akadémia                     | Musterungsarzt              |
| 2008 | Ossi's Eleven                        | Bruno Franke                |
| 2009 | Männersache                          | Heinz König                 |
| 2010 | The Whore                            | Graf von Keilburg           |
| 2011 | Csodagyerekek                        | Alexi                       |
| 2014 | Műkincsvadászok                      | Fogorvos                    |
| 2015 | Master of Death                      | Kurt Weisgerber             |

### Televízió
| Év   | Cím                                        | Szerep          |
| ---- | ------------------------------------------ | --------------- |
| 1994 | Rex felügyelő                              | Prohaska        |
| 1997 | Die Camper                                 | Hajo Wüpper     |
| 2011 | Hubert ohne Staller                        | Raimund Girwitz |
| 2015 | Jana és a Bozótkórház - Merész vállalkozás | Philip Lavar    |

## Fordítás
Ez a szócikk részben vagy egészben  a   Michael Brandner című angol Wikipédia-szócikk ezen változatának fordításán alapul.  Az eredeti cikk szerkesztőit annak laptörténete sorolja fel. Ez a jelzés csupán a megfogalmazás eredetét és a szerzői jogokat jelzi, nem szolgál a cikkben szereplő információk forrásmegjelöléseként.